# Wen Jiabao
Wen Jiabao (chinês: 温家宝; Tianjin, 15 de setembro de 1942) é um político chinês, foi Primeiro-Ministro da República Popular da China de 16 de julho de 2004 até 15 de março de 2013.
O líder chinês Wen Jiabao exortou a nação a redobrar os seus esforços no combate à poluição e ao aquecimento global. Este tratado expirou em 2012, e debates internacionais iniciaram-se em maio de 2007 para elaborar um novo tratado que sucedesse ao até então vigente.